# レスポール (7ORDERの曲)
「レスポール」は、7ORDERの楽曲。同グループのセカンドシングルとして、日本コロムビアから2022年3月30日に発売された。

## リリース
2021年11月12日、「レスポール」がメンバーの阿部顕嵐の初主演映画『ツーアウトフルベース』の主題歌として湘南乃風の若旦那と大沢伸一によって制作されることが発表された。新羅は阿部の好みのジャンルであるUKロックをベースにシューゲイザーの要素を加えたと語っている。自身のライブツアーである「7ORDER LIVE TOUR 2021-2022『Date with…….』」で初披露、2月27日の最終公演でセカンドシングルとして発売することを発表した。

### 特典
- 先着特典 - A4サイズクリアポスター、A5サイズクリアファイル、クリアカード、メガジャケ、B2告知ポスター（対象店舗別の全15種）[6]

## 収録内容

### CD
- 1〜3曲目は全形態共通

1. 「レスポール」
作詞・作曲：新羅慎二 / 大沢伸一
  - 東映ビデオ配給映画『ツーアウトフルベース』主題歌
2. 「Ups ＆ Downs」
3. 「レスポール-Gakuya-」
  - メンバー出演の楽屋トーク

### DVD
1. 「レスポール」 MUSIC VIDEO SPECIAL EDITION
2. 「Ups ＆ Downs」 -ONE CUT VIDEO-
3. MUSIC VIDEOメイキング